# Kavajë distrikt
Kavajas distrikt (albanska: Rrethi i Kavajës) var ett av Albaniens 36 distrikt. Det hade ett invånarantal på 15 000 och en area av 414 km². Det var beläget i västra Albanien, och dess centralort var Kavaja. Andra städer i det här distriktet var Rrogozhina.